# Sarothruridae
I Sarotruridi (Sarothruridae Hackett et al., 2008) sono una famiglia di uccelli dell'ordine Gruiformes.

## Tassonomia
La famiglia comprende 3 generi e 15 specie, che in passato venivano inquadrati tra i Rallidi:
- Genere Mentocrex J. L. Peters, 1932
  - Mentocrex kioloides (Pucheran, 1845) - rallo golabianca
  - Mentocrex beankaensis Goodman, Raherilalao e Block, 2011 - rallo degli tsingy
- Genere Sarothrura Heine, 1890
  - Sarothrura pulchra (J. E. Gray, 1829) - rallo macchiebianche
  - Sarothrura elegans (A. Smith, 1839) - rallo macchiefulve
  - Sarothrura rufa (Vieillot, 1819) - rallo pettorosso
  - Sarothrura lugens (Böhm, 1884) - rallo testarossa
  - Sarothrura boehmi Reichenow, 1900 - rallo pettostriato
  - Sarothrura ayresi (Gurney Sr., 1877) - rallo alibianche
  - Sarothrura affinis (A. Smith, 1828) - rallo codacastana
  - Sarothrura insularis (Sharpe, 1870) - rallo del Madagascar
  - Sarothrura watersi (Bartlett, 1880) - rallo di Waters
- Genere Rallicula Schlegel, 1871
  - Rallicula leucospila (Salvadori, 1876) - rallina striata
  - Rallicula rubra Schlegel, 1871 - rallina castana
  - Rallicula forbesi Sharpe, 1887 - rallina di Forbes
  - Rallicula mayri E. Hartert, 1930 - rallina di Mayr